# Morton Heilig
Morton Leonard Heilig (22 december, 1926 – 14 maj, 1997) var en Virtual Reality (VR) pioneer og filminstruktør . Han anvendte sin filmfotograf erfaringer og med hjælp fra sin partner udviklede han Sensoramaen over flere år fra 1957 til patentering i 1962.

## Sensorama
Verden første virtual reality platform Sensorama var ganske imponerende for 1960'ernes teknologi. Sensoramen gav spilleren oplevelsen af at køre på en motorcykel på gaderne i Brooklyn. Spilleren mærkede vinden i deres ansigt, vibrationen i motorcykelsædet, en 3D-udsigt og endda lugt af byen.